# Ulrich Rülein von Calw

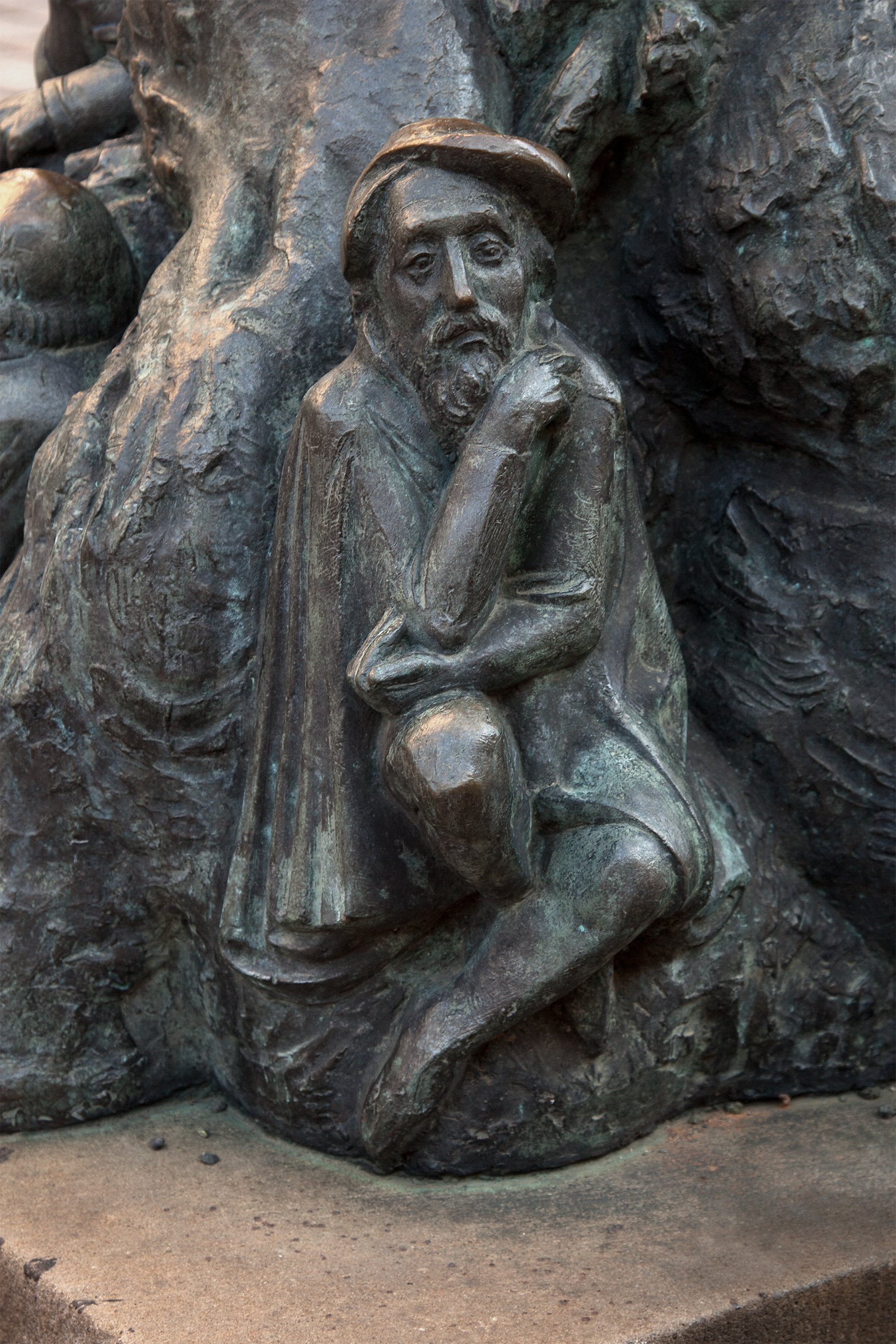

Ulrich Rülein von Calw(Calw, 1465 - Leipzig, 1523) was een Duits humanist, arts en wiskundige. Naast dat was hij ook geodeet en astroloog.

## Biografie
In 1485 studeerde Ulrich Rülein von Calw aan de Universiteit van Leipzig. In 1490 werd hij Bachelor en Master of Arts en studeerde vervolgens geneeskunde en wiskunde. Van de Saksische keurvorst George ontving hij de opdracht, een "Neustadt am Schreckenberg", de huidige stad Annaberg te bouwen. In 1497 werd Rülein von Calw door de stad Freiberg benoemd tot "Stadtphysicus" (een arts aangesteld door de gemeente). Hier werkte hij als architect, mijnbouwkundige en astroloog. In 1505 verschijnt in Augsburg zijn boek Eyn wohlgeordnet und nützlich büchlein, wie man bergwerk suchen und finden soll (dat betekent: Een goed georganiseerd en nuttig boekje, Waar men mijnen zoekt en zal vinden), de eerste wetenschappelijke verhandeling over mijnbouw in Duitsland. In 1497 vocht hij als arts tegen de pest.
Hij werd in 1508 burger van Freiberg, gemeenteraadslid en van 1514 tot 1519 heersend burgemeester. Ulrich Rülein von Calw vestigde in 1515 de eerste humanistische middelbare school in Saksen.

## Werken
- Eyn wohlgeordnet und nützlich büchlein, wie man bergwerk suchen und finden soll, Augsburg, 1505